# Earl's Court (metropolitana di Londra)
Earl's Court è una stazione della metropolitana di Londra,  servita dalle linee District e Piccadilly.
Entrò in funzione il 1º febbraio 1878.
La stazione si trova a cavallo tra la Travelcard Zone 1 e la Travelcard Zone 2.

## Interscambi
Nelle vicinanze della stazione effettuano fermata alcune linee urbane automobilistiche, gestite da London Buses.
- Fermata autobus